# 전국고속버스운송사업조합
전국고속버스운송사업조합은 대한민국 고속버스 운송사들의 협회로서 현재 금호고속, 동양고속, 중앙고속, 천일고속, 동부고속, 한일고속, 속리산고속, 삼화고속, 코리아와이드경북고속, 대원고속, 충남고속의 11개 회원사 연합체이며 공동의 이익을 추구하고 있다. 고속버스의 승차권 판매를 하고 있으며, 약칭은 코버스(KOBUS)이다.
1970년 8월 17일 최초로 설립되었으나 운수단체 통폐합으로 인해 1980년 9월 30일 해산하였다. 이후 1983년 8월 10일 재설립이 추진되어 교통부 승인과 법인등기를 마친 후, 10월 26일에 재설립되었다.

## 설립 근거
- 여객자동차 운수사업법[2]123

## 같이 보기
- 전국버스공제조합
- 전국버스운송사업조합연합회
- 전국전세버스운송사업협동조합연합회
- 전국택시운송사업조합연합회
- 전국개인택시운송사업조합연합회
- 전국렌터카사업조합연합회